# Atelomycterus

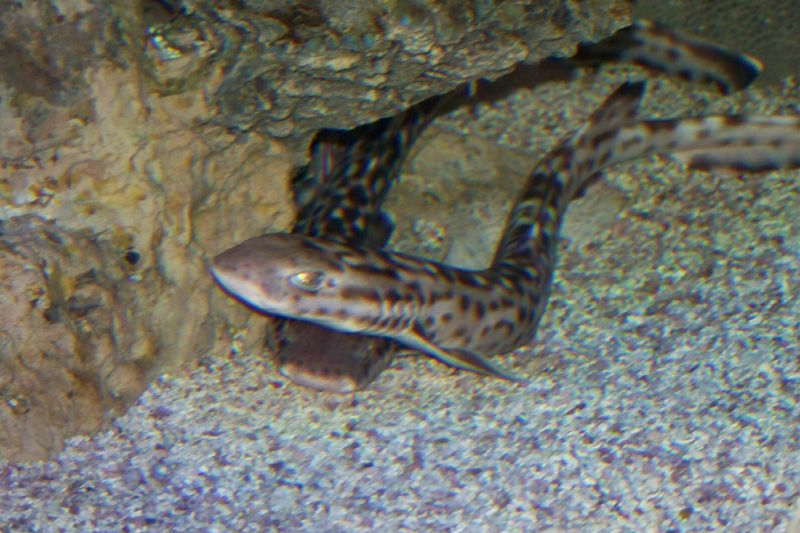
Atelomycterus marmoratus

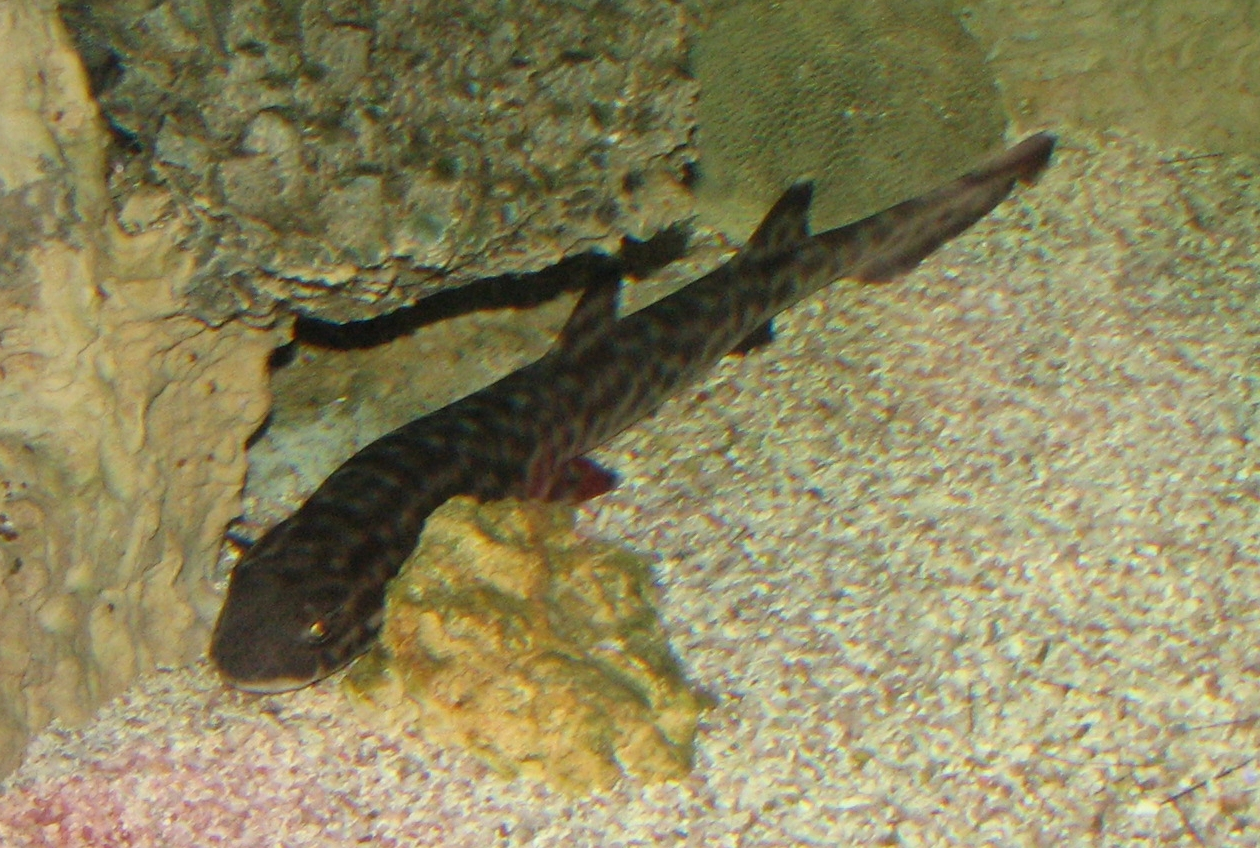
Atelomycterus marmoratus

Atelomycterus és un gènere de peixos de la família dels esciliorrínids i de l'ordre dels carcariniformes.

## Taxonomia
- Atelomycterus baliensis (White, Last & Dharmadi, 2005)[1]
- Atelomycterus fasciatus (Compagno & Stevens, 1993)[2]
- Atelomycterus macleayi (Whitley, 1939)[3]
- Atelomycterus marmoratus (Bennett, 1830)[4]
- Atelomycterus marnkalha (Jacobsen & Bennett, 2007)[5][6][7][8][9][10][11]